# Exochus serozus
Exochus serozus är en stekelart som beskrevs av Ian D. Gauld och Sithole 2002. Exochus serozus ingår i släktet Exochus och familjen brokparasitsteklar. Inga underarter finns listade i Catalogue of Life.